# Douradina (Mato Grosso do Sul)
Douradina is een gemeente in de Braziliaanse deelstaat Mato Grosso do Sul. De gemeente telt 5.075 inwoners (schatting 2009).